# Jeanne Lanvin
Jeanne-Marie Lanvin (París, 1 de gener de 1867 - 6 de juliol de 1946) va ser una estilista i dissenyadora de moda francesa. Va fundar la més antiga casa de moda parisenca encara en actiu, la casa Lanvin.

## Biografia
Jeanne Lanvin va començar a treballar a l'edat de 13 anys en la botiga de barrets de "Madame Félix" a París. A continuació va entrar a la barreteria "Cordeau" que la va enviar a Barcelona on troba Carolina Montagne Roux i la seva família, però el 1885 va regressar a París, on va obrir el seu primer taller de moda en la Rue du Faubourg Saint-Honoré, per posteriorment obrir la seva primera boutique en la Rue Boissy d'Anglas el 1889. Allà va vendre les seves primeres col·leccions, que encara consistien en barrets. Casada amb el comte Emilio di Pietro, va donar llum a una filla, Marguerite -també coneguda com a Marie-Blanche-, la qual va convertir-se en la directora de la casa de moda Lanvin a la mort de la seva mare el 1946.
Inspirada en la seva única filla Marquerite, Jeanne va dissenyar una col·lecció infantil. El seu talent va ser reconegut i el 1909 va llançar una col·lecció per a dona. A partir d'aquest moment Lanvin és reconeguda pels seus vestits. La seva insistència al mirament va contribuir a la seva fama. Lanvin apreciava enormement els colors, la seva col·lecció fetitxe era el blau Lanvin, el rosa Polignac en honor de la seva filla, i el Verde Velasquez. Per conservar l'exclusivitat dels seus colors, va fundar el seu propi taller de tintats a Nanterre el 1923. Malgrat el seu amor pels colors, Jeanne es va afeccionar particularment al negre, que considerava com a color representant del "chic ultime" i que ella va usar durant tota la seva vida.
La dècada de 1920 va viure un considerable desenvolupament de la casa Lanvín i el 1924 es va ampliar el seu àmbit als perfums. El primer, My Sin, es va llançar el 1925. En aquesta data va ser quan Jeanne va començar a col·laborar amb Armand-Albert Rateau, qui es va dedicar a la decoració de la seva mansió en el 16, Rue Barber-de-Jouy, així com de les seves boutiques. A partir d'aquesta col·laboració, es va crear la línia de decoració d'interiors Lanvin. Finalitzant, cal recordar que l'any 1926 la firma va llançar una col·lecció de moda per a homes.

## Empresa Lanvin
Després de la mort de Jeanne el 1946, nombrosos dissenyadors van continuar desenvolupant durant anys articles de moda per a la casa Lanvin, Giorgio Armani (1989) i Claude Montana (1990) entre d'altres. Maryll Lanvin va ser l'últim membre de la família en dissenyar per a l'empresa fins a l'any 1989.

## Col·lecció en el Museu Metropolità d'Art de Nova York

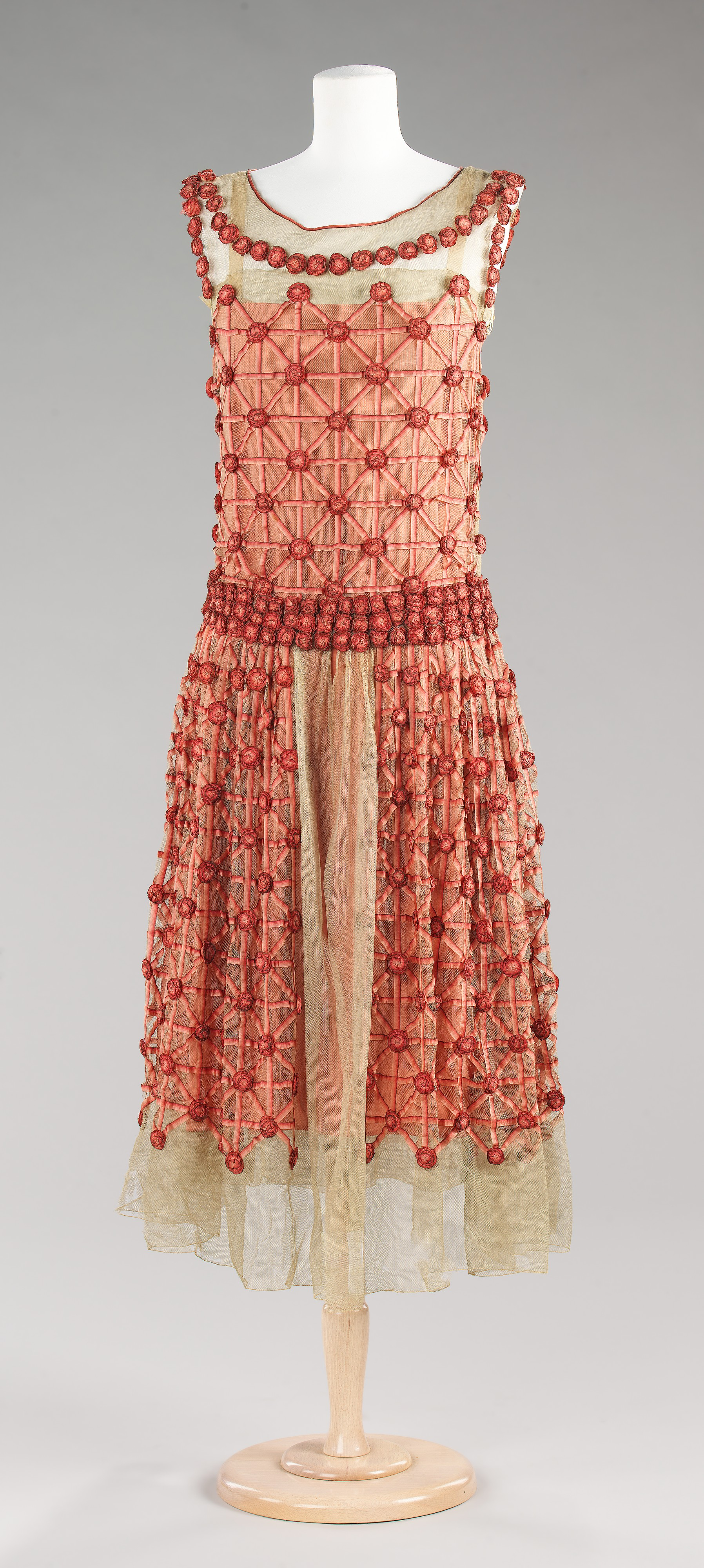
"Roseraie", vestit de nit (seda), primavera/estiu 1923
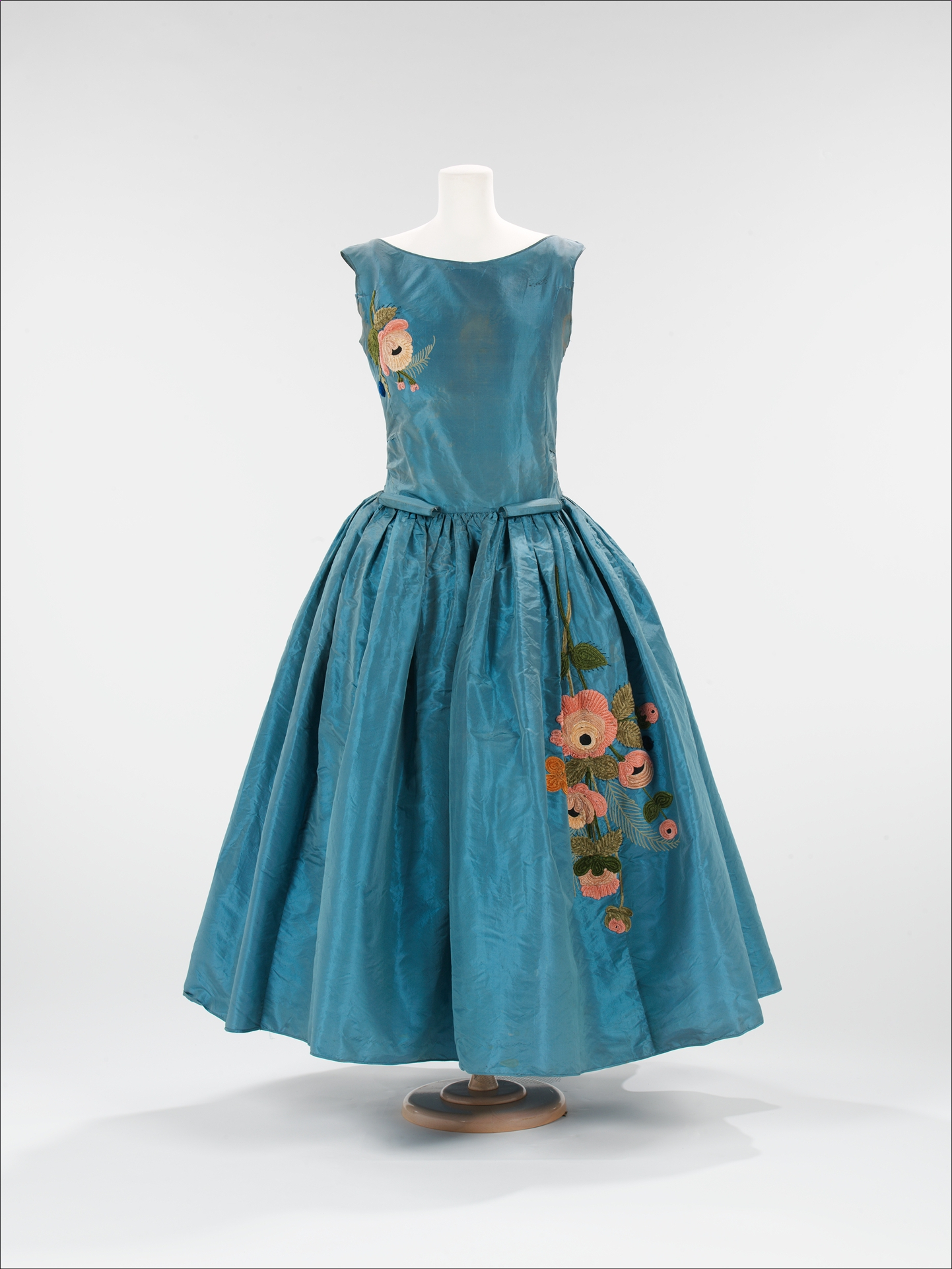
"Jolibois", vestit de nit (seda), tardor/hivern 1922-23
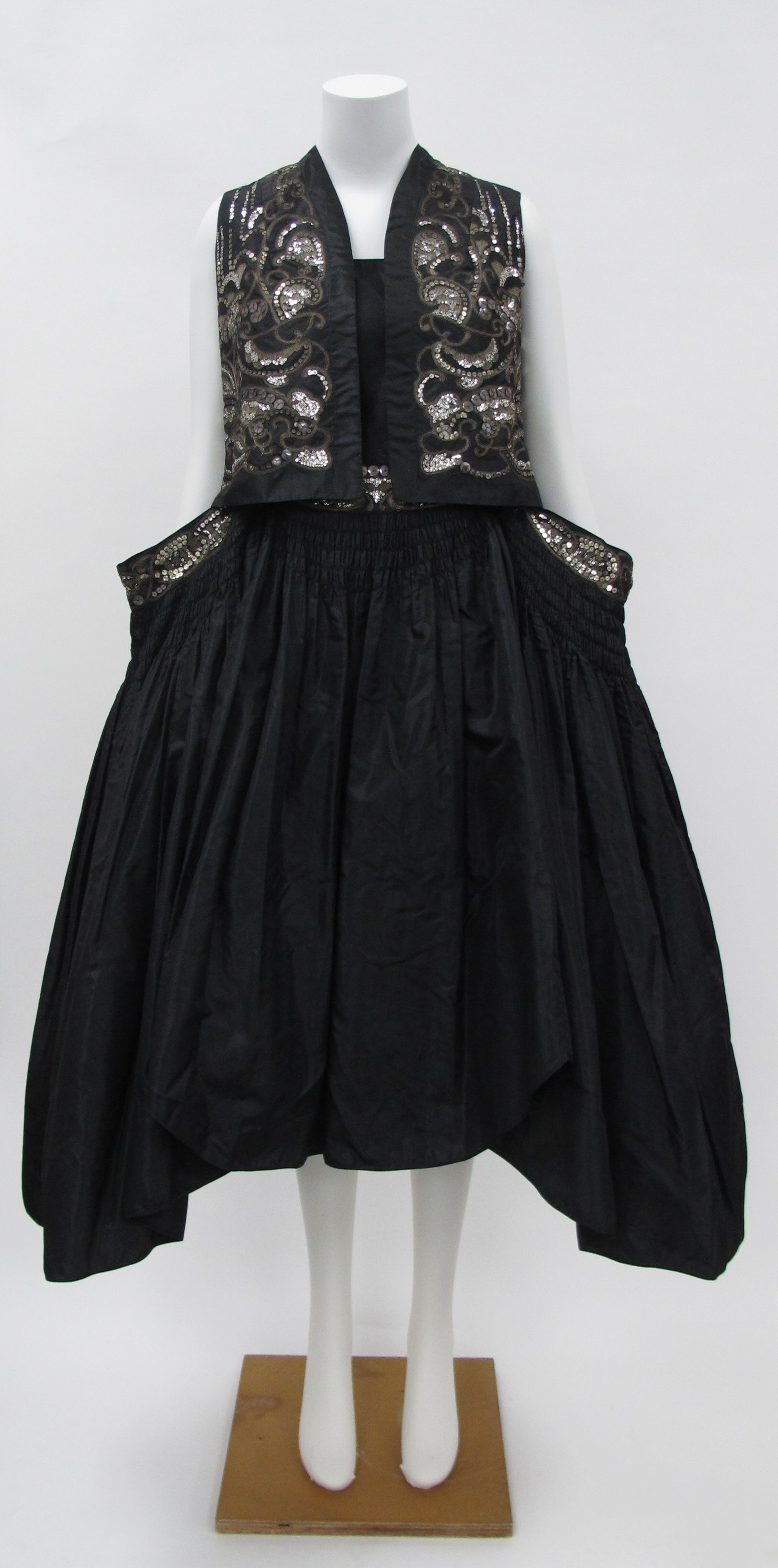
Ko.I.Noor, vestit de nit (seda i metall), primavera/estiu 1927
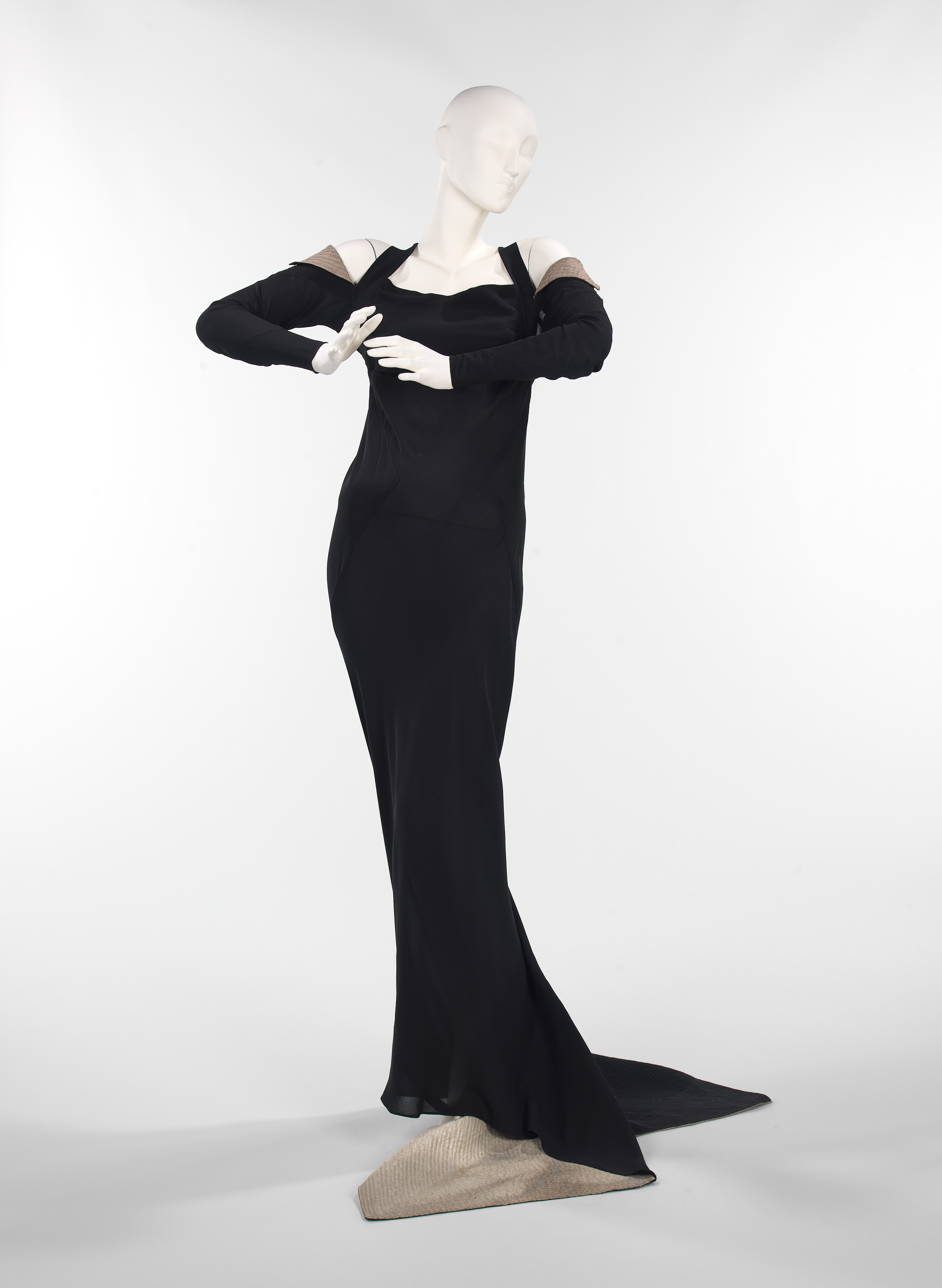
"Phèdre", vestit de nit (seda i metall), tardor/hivern 1933
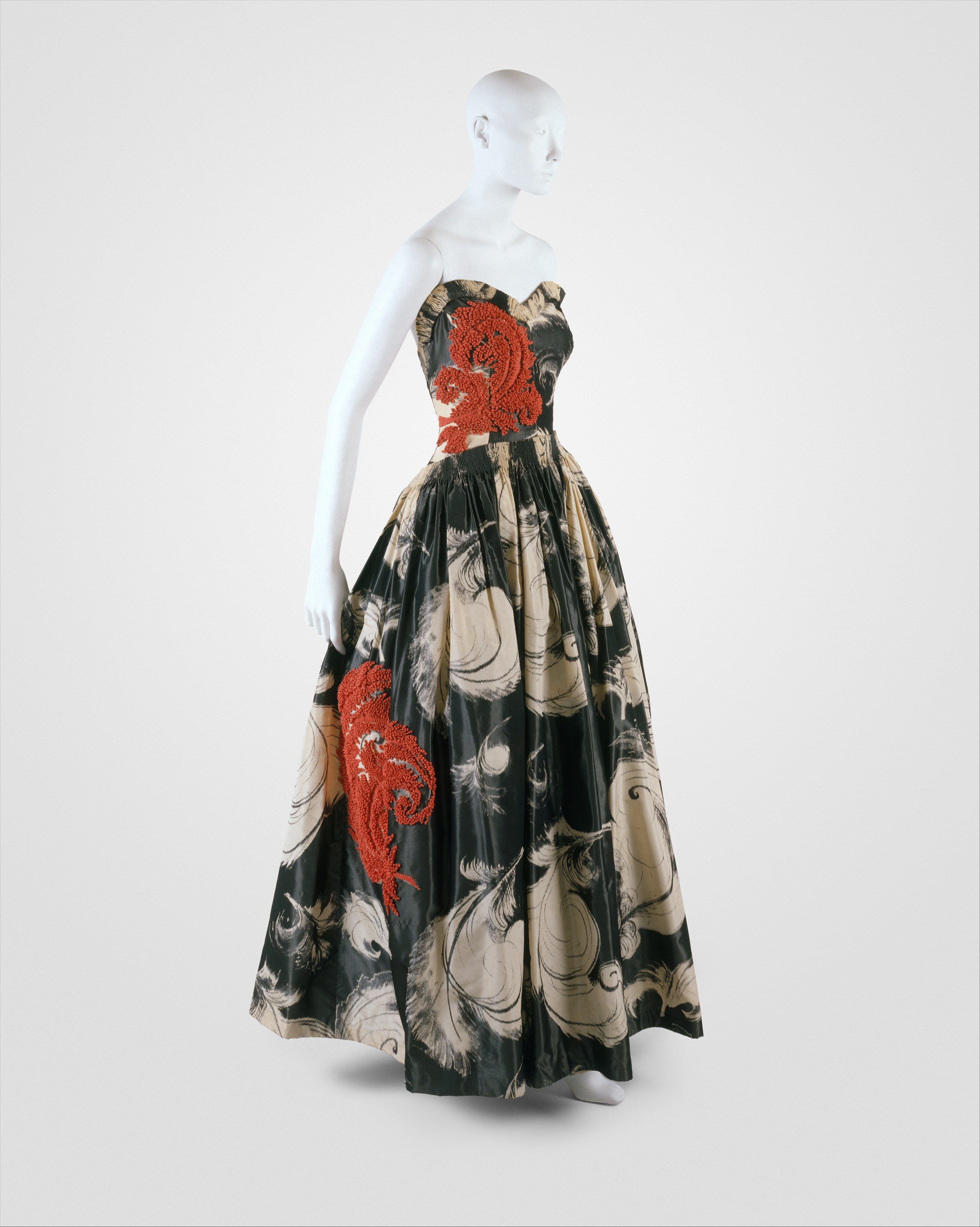
"Fusée", vestit de nit (seda), 1938
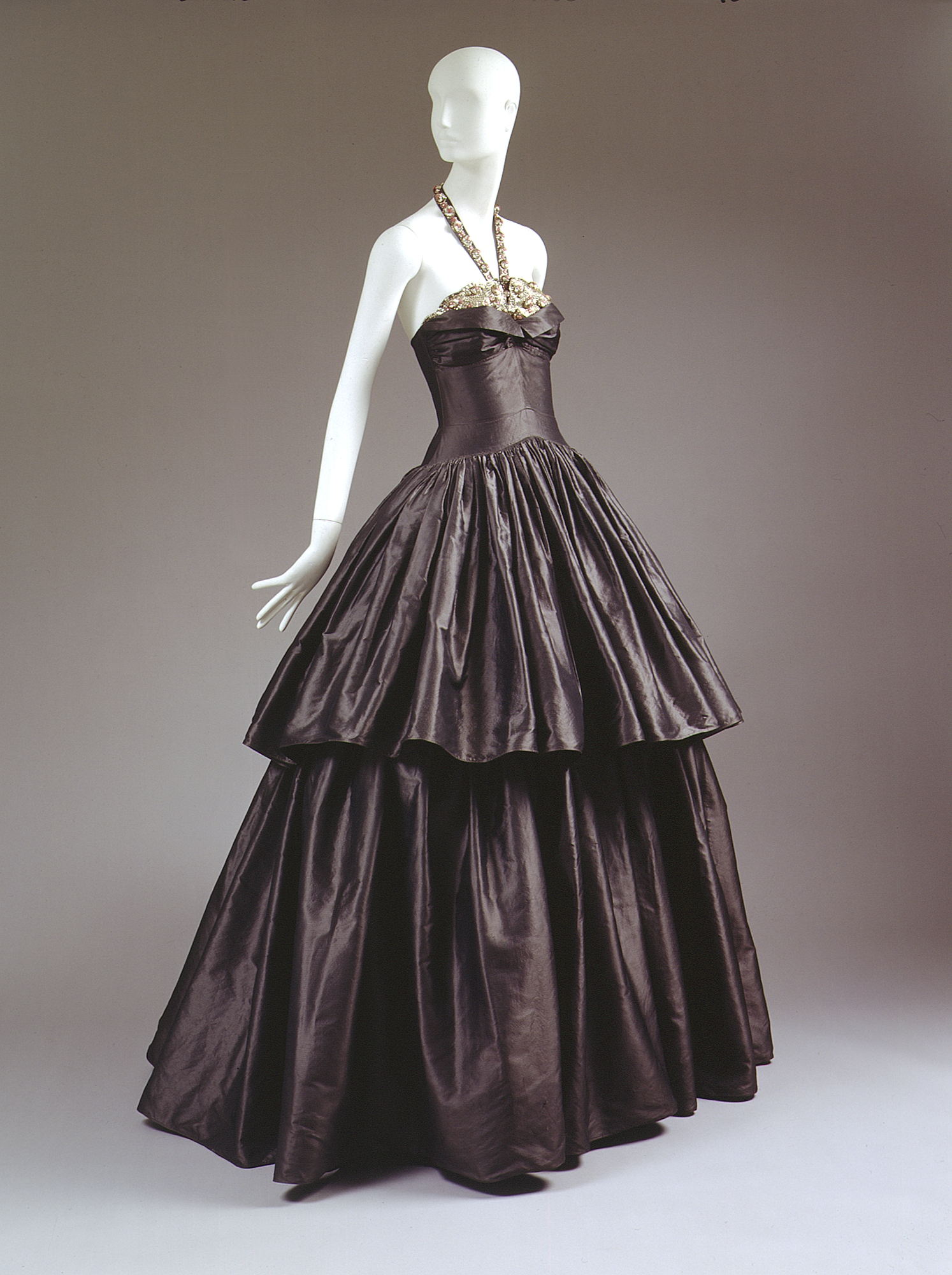
"Cyclone", vestit de nit (seda amb lluentons), 1939